# Super Bowl XXII
A Super Bowl XXII az 1987-es NFL-szezon döntője volt. A mérkőzést a Jack Murphy Stadionban, San Diegóban játszották 1988. január 31-én. A mérkőzést a Washington Redskins nyerte.

## A döntő résztvevői
A szezonban játékossztrájk miatt mindegyik csapat csak 15 mérkőzést játszott.
A Washington Redskins az alapszakaszbeli 11–4-es mutatóval az NFC harmadik kiemeltjeként került a rájátszásba. A Redskins a konferencia-elődöntőben játszott először. Idegenben a Chicago Bearst győzte le, majd a konferencia-döntőben otthon a Minnesota Vikings ellen győzött. A Redskins korábban háromszor vett rész a Super Bowlon, ebből 1983-ban tudott győzni.
A Denver Broncos az alapszakaszban 10–4–1-es eredménnyel zárt az AFC konferenciában és első helyen jutott a rájátszásba. Erőnyerőként csak a konferencia-elődöntőben kapcsolódott be a rájátszásba, ahol otthon a Houston Oilerst verte, később a konferencia-döntőben hazai pályán győzte le a Cleveland Brownst. A Broncos korábban kétszer játszott a Super Bowlon, mindkettőt elvesztette.

## A mérkőzés
A mérkőzést 42–10-re a Washington Redskins nyerte, amely története második Super Bowl-győzelmét aratta. A legértékesebb játékos díját a Redskins irányítója, Doug Williams kapta.
A Denver az első negyed végén egy touchdownnal és egy mezőnygóllal 10–0-ra vezetett. A második negyedben azonban a Redskins mind az öt támadását touchdownnal fejezte be, összesen 35 pontot szerezve, míg a Broncos nem tudott pontot szerezni. A mérkőzés gyakorlatilag eldőlni látszott. A harmadik negyedben egyik csapat sem szerzett újabb pontokat, a záró negyedben pedig a Redskins még egy touchdownt szerzett, kialakítva a végeredményt.
| N | Idő                  | Drive                | Drive                | Drive                | Csapat               | Play leírása                                                                              | Pont                 | Pont                 |                      |
| N | Idő                  | Play                 | Yard                 | Időtartam            | Csapat               | Play leírása                                                                              | Redskins             | Broncos              |                      |
| - | -------------------- | -------------------- | -------------------- | -------------------- | -------------------- | ----------------------------------------------------------------------------------------- | -------------------- | -------------------- | -------------------- |
| 1 | 13:03                | 1                    | 56                   | 0:08                 | Broncos              | Touchdown. Ricky Nattiel 56 yardos átadás John Elway-tól. Rich Karlis jutalomrúgás.       | 0                    | 7                    |                      |
| 1 | 9:09                 | 6                    | 61                   | 2:05                 | Broncos              | Mezőnygól. Rich Karlis 24 yardról.                                                        | 0                    | 10                   |                      |
|   |                      |                      |                      |                      |                      |                                                                                           |                      |                      |                      |
| 2 | 14:07                | 1                    | 80                   | 0:10                 | Redskins             | Touchdown. Ricky Sanders 80 yardos átadás Doug Williamstől. Ali Haji-Sheikh jutalomrúgás. | 7                    | 10                   |                      |
| 2 | 10:15                | 5                    | 64                   | 2:44                 | Redskins             | Touchdown. Gary Clark 27 yardos átadás Doug Williamstől. Ali Haji-Sheikh jutalomrúgás.    | 14                   | 10                   |                      |
| 2 | 6:27                 | 2                    | 74                   | 0:51                 | Redskins             | Touchdown. Timmy Smith 58 yardos futás. Ali Haji-Sheikh jutalomrúgás.                     | 21                   | 10                   |                      |
| 2 | 3:42                 | 3                    | 60                   | 0:52                 | Redskins             | Touchdown. Ricky Sanders 50 yardos átadás Doug Williamstől. Ali Haji-Sheikh jutalomrúgás. | 28                   | 10                   |                      |
| 2 | 1:04                 | 7                    | 79                   | 1:10                 | Redskins             | Touchdown. Clint Didier 8 yardos átadás Doug Williamstől. Ali Haji-Sheikh jutalomrúgás.   | 35                   | 10                   |                      |
|   |                      |                      |                      |                      |                      |                                                                                           |                      |                      |                      |
| 3 | nem volt pontszerzés | nem volt pontszerzés | nem volt pontszerzés | nem volt pontszerzés | nem volt pontszerzés | nem volt pontszerzés                                                                      | nem volt pontszerzés | nem volt pontszerzés | nem volt pontszerzés |
|   |                      |                      |                      |                      |                      |                                                                                           |                      |                      |                      |
| 4 | 13:09                | 4                    | 68                   | 2:03                 | Redskins             | Touchdown. Timmy Smith 4 yardos futás. Ali Haji-Sheikh jutalomrúgás.                      | 42                   | 10                   |                      |